# 岡田京子
岡田 京子（おかだ きょうこ、1958年〈昭和33年〉10月21日 - 1986年〈昭和61年〉8月12日）は、日本の元女優。本名は半田 京子（はんだ きょうこ）。夫は仮面ライダーシリーズでメイクを担当した小山英夫。
東京都出身。東京プランニングに所属していた。1975年当時は都立日比谷高校定時制2年生であった。

## 来歴・人物
知人の紹介で芸能界入りし、1974年に映画『安藤組外伝 人斬り舎弟』にてデビュー。1975年、『仮面ライダーストロンガー』に岬ユリ子 / 電波人間タックル役でレギュラー出演。戦闘になると電波人間タックルに変身し、必殺の"電波投げ"で敵をバッタバッタ倒した。同時にTBSが展開していた新人女優キャンペーングループ「グリーン・グループ」第6期生に、浅茅陽子、岡江久美子たちとともに選抜された。
その後芸能界を引退し、1979年に『仮面ライダーストロンガー』のメイク担当であった小山英夫と結婚。引退後は調布市で居酒屋を営み、夫との間に一女をもうける。1986年8月12日、持病であった喘息の発作による内臓疾患で死去。27歳没。

## エピソード
- 芸名は当時東映社長だった岡田茂に名づけられた[3][4][1][8]。東映や所属事務所は志穂美悦子に匹敵するアクション女優に育てようと期待をかけていたが、岡田自身は芸能活動にそれほど執心していなかったという[3]。
- 中学時代は陸上部に所属し、短距離競争の選手であった[2]。
- 16歳当時から成熟した大人の雰囲気を持ち、初めて会った人にはいつも、「喋るとやっぱり16歳だね」と言われた[1]。『安藤組外伝 人斬り舎弟』当時のインタビューでは「化粧をしなくても18歳くらいに見られる。年上に見られて嬉しい」と述べている[2]。
- 死去時について夫の小山英夫は、日常的な発作だと思っていたが容体が急変したと述べている[3]。
- 成人した長女は小山の古い知人から岡田にそっくりであると称されている[3]。

### 仮面ライダーストロンガー出演のエピソード
- 岬ユリ子こと電波人間タックル役で出演していたことで、没後も現在まで根強いファンが多い。
- 岡田は自ら変身後のマスクとスーツを着用してアクションの撮影に臨んだ[3]。出演にあたっては大野剣友会で3週間稽古をし、二輪免許も取得した[3]。しかし「殺陣がほとんどど素人同然」だったため、アクションらしくならなかった。それをカバーするために「電波投げ[注釈 1]で敵を倒す」というアイデアで撮影されている。撮影時は入浴がままならなくなるほど生傷が絶えなかったという[3]。当時の新聞の紹介記事では「お転婆だったのでアクションに自信がある」と答えているものの、オートバイの練習中に転倒したり、殺陣の練習でアザだらけになることに対して「周囲で心配するほど怖くない」と述べている[4]。
- 一文字隼人 / 仮面ライダー2号役の俳優である佐々木剛は、岡田の引退後も親交があった（夫がライダー当時のスタッフで友人だった）。そのため、岡田の早過ぎる死にショックを隠せなかったという。
- タックル役での出演は、東映プロデューサーの阿部征司はオーディションであったと述べているが[3]、同じく東映プロデューサーの平山亨は岡田茂からのゴリ押しであったと証言している[9]。

## 出演作品

### テレビドラマ
- 仮面ライダーストロンガー 第1話「おれは電気人間ストロンガー!!」 - 第30話「さようならタックル！最後の活躍!!」（1975年、MBS） - 岬ユリ子 / タックル
- 新宿警察 第18話「お茶汲み刑事」（1976年、CX）

### 映画
- 安藤組外伝 人斬り舎弟（1974年、東映） - 桂木夏子 ※デビュー作
- トラック野郎・爆走一番星（1975年、東映） - ミドリ（ドライブインのウエイトレス）
- 爆発! 暴走遊戯（1976年、東映） - モコ
- 必殺女拳士（1976年、東映） - 知念次郎（演：千葉治郎）の妻